# Jehnny Beth
Jehnny Beth, pseudonimo di Camille Berthomier (Poitiers, 24 dicembre 1984), è una cantante, musicista e attrice francese.

## Biografia
Camille Berthomier è nata nel 1984 a Poitiers. I suoi genitori lavoravano nel mondo del teatro. Si è formata nella città natale studiando il piano e il canto a partire dall'età di 8 anni. Nel 2005 ha esordito nel mondo del cinema partecipando al film À travers la forêt diretto da Jean-Paul Civeyrac. Cantante e musicista della band Motel, dà vita al duo John & Jehn nel 2006, insieme a Nicolas Congé aka Johnny Hostile, che esegue musica lo-fi e indie rock. Il duo ha esordito nel 2008 con l'album eponimo. Nel 2009 recita in Sodium Babies.
Nel 2011 a Londra viene fondato il gruppo Savages, che pubblica il primo album Silence Yourself nel maggio 2013. Nel 2017 collabora con i Gorillaz per il singolo We Got the Power, incluso nell'album Humanz. Nel 2018 appare nel film Un amour impossible. Nel giugno 2020 pubblica l'album solista To Love Is to Live, in cui collabora Romy Croft (The xx). L'anno seguente pubblica l'album Utopian Ashes con Bobby Gillespie e recita nel film Parigi, 13Arr., diretta da Jacques Audiard. Nel 2023 recita nel film Anatomie d'une chute.

## Filmografia

### Attrice
- À travers la forêt, regia di Jean-Paul Civeyrac (2005)
- Sodium Babies, regia di Benoît e Julien Decaillon (2009)
- Un amour impossible, regia di Catherine Corsini (2018)
- Kaamelott: Premier Volet, regia di Alexandre Astier (2021)
- Parigi, 13Arr. (Les Olympiades), regia di Jacques Audiard (2021)
- En même temps, regia di Benoit Delépine e Gustave Kervern (2022)
- Don Juan, regia di Serge Bozon (2022)
- Astrakan, regia di David Depesseville (2022)
- Anatomia di una caduta (Anatomie d'une chute), regia di Justine Triet (2023)
- Stranger, regia di Jehnny Beth e Iris Chassaigne - cortometraggio (2023)
- Split, regia di Iris Brey – miniserie TV (2023)
- Hostage, regia di Isabelle Sieb e Amy Neil – miniserie TV (2025)

### Regista
- Stranger, codiretto con Iris Chassaigne - cortometraggio (2023)